# Kuusijärvi (sjö i Ranua, Lappland)
Kuusijärvi är en sjö i kommunen Ranua i landskapet Lappland i Finland. Sjön ligger 151,1 meter över havet. Den är 1,3 meter djup. Arean är 80 hektar och strandlinjen är 6,11 kilometer lång. Sjön  ingår i Ijo älvs huvudavrinningsområde.   Den ligger omkring 84 kilometer sydöst om Rovaniemi och omkring 640 kilometer norr om Helsingfors. 